# Kleczew
Kleczew (prononciation : [ˈklɛt͡ʂɛf]) est une ville polonaise du powiat de Konin de la voïvodie de Grande-Pologne dans le centre-ouest de la Pologne.
Elle est située à environ 19 kilomètres au nord de Konin, siège du powiat, et à 86 kilomètres à l'est de Poznań, capitale de la voïvodie de Grande-Pologne.
Elle est le siège administratif (chef-lieu) de la gmina de Kleczew.
La ville couvre une surface de 6,7 km2 et comptait 4 199 habitants en 2016.

## Géographie

Plan de la ville.

La ville de Kleczew est située au centre-est de la voïvodie de Grande-Pologne. Le paysage local est caractérisé par la présence de la mine de Konin, qui a ouvert un charbonnage à l'ouest et au nord de la ville. Kleczew s'étend sur 6,7 km2.

## Histoire
Kleczew obtient les droits de Magdebourg le 12 janvier 1366.

De 1975 à 1998, Kleczew appartenait administrativement à la voïvodie de Konin. Depuis 1999, la ville fait partie du territoire de la voïvodie de Grande-Pologne.

## Monuments
- l'église paroissiale saint André, commencée au XIVe siècle et achevée au XVIe siècle.

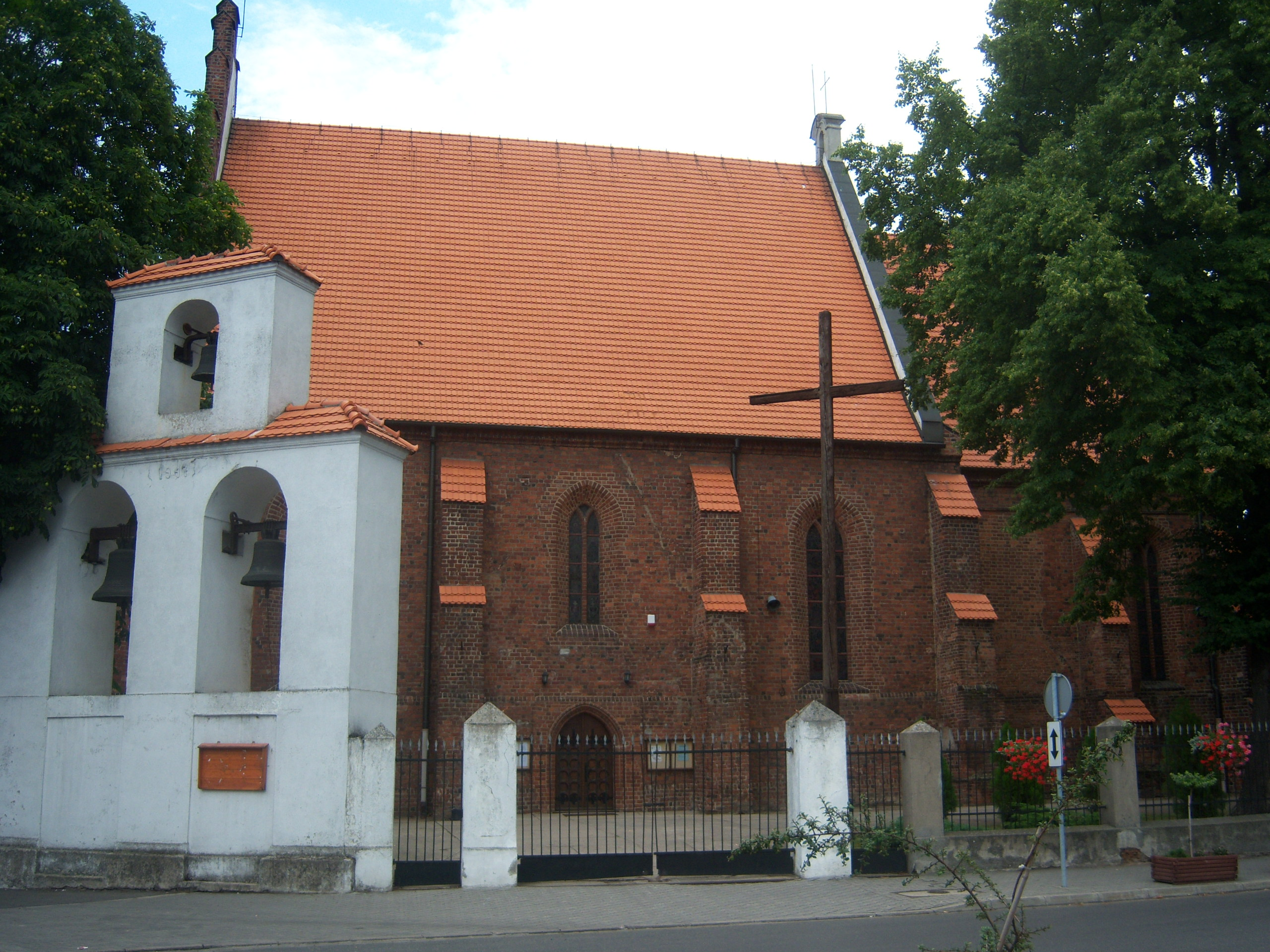
L'église saint André.
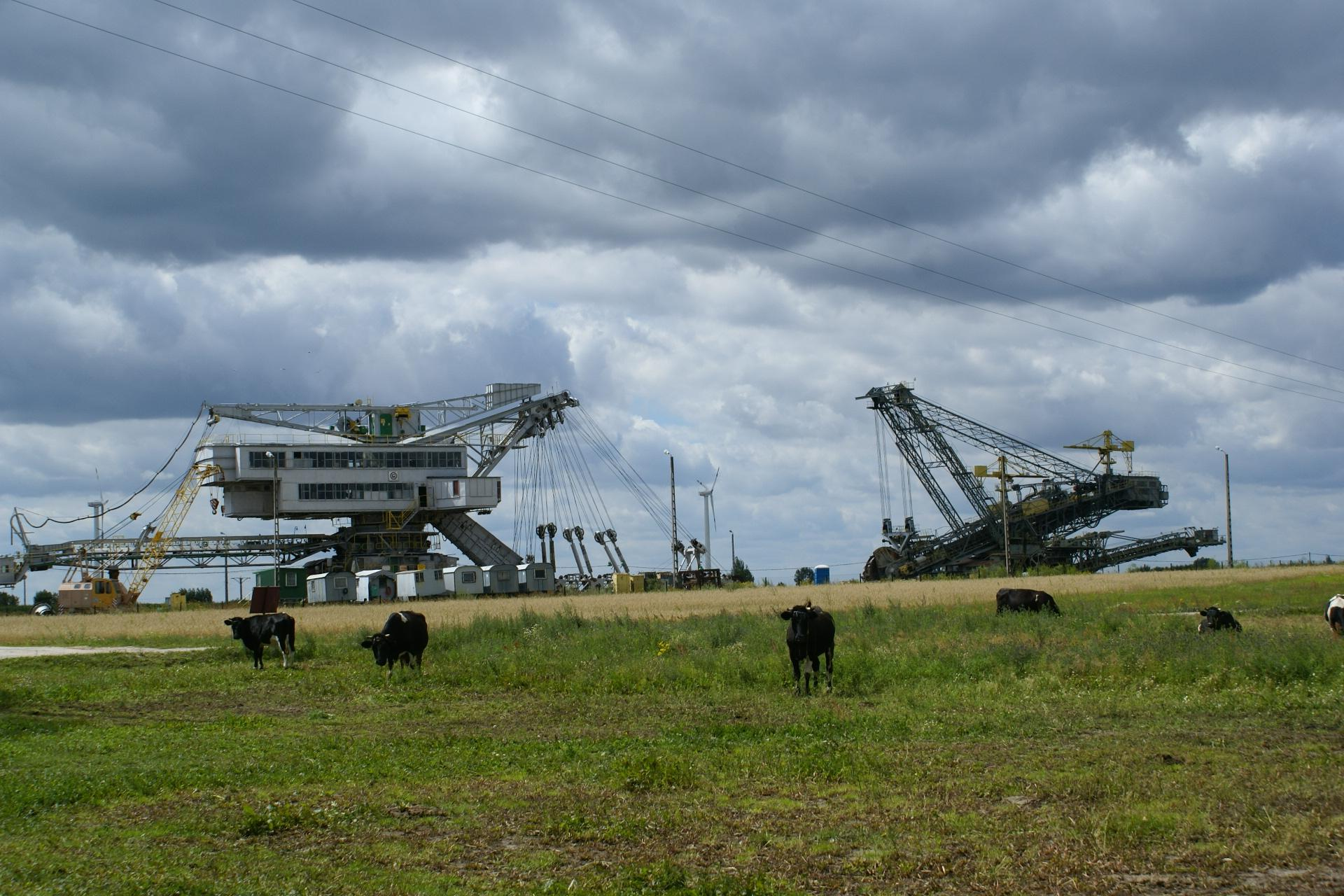
L'exploitation de charbon.
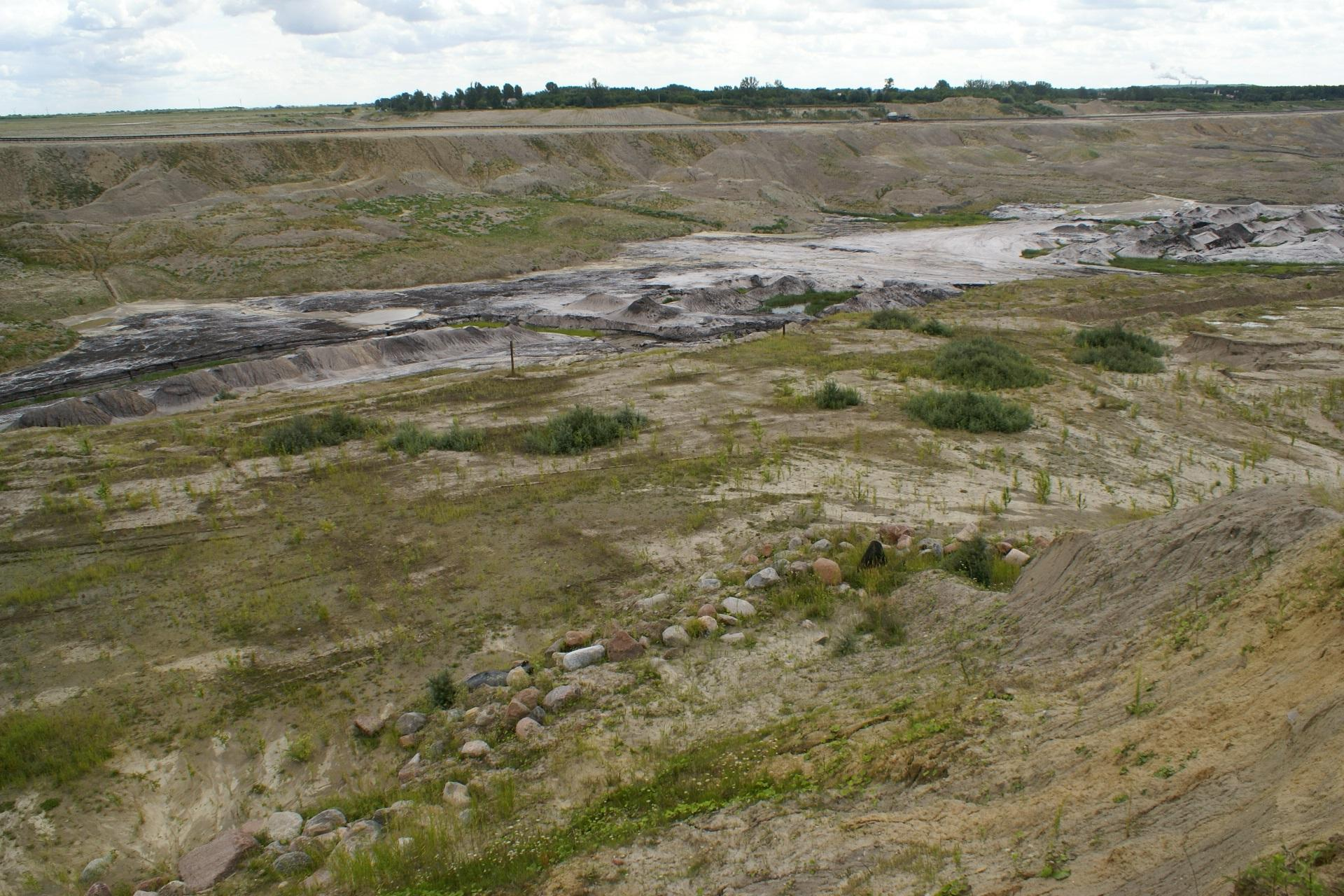
L'exploitation de charbon.

## Voies de communication
Kleczew est traversée par la route voïvodale 264 (qui relie Kleczew à Konin).